# Amari Torayasu
Amari Torayasu (甘利 虎泰?; 1498 – 23 marzo 1548) è stato un samurai del periodo Sengoku. È anche conosciuto come uno dei ventiquattro generali di Takeda Shingen. Servì il clan Takeda con Takeda Nobutora e Takeda Shingen.
Fu ucciso nella battaglia di Uedahara nel 1548 assieme a Itagaki Nobukata. I due stavano combattendo fianco a fianco in prima linea quando vennero improvvisamente colpiti da una raffica di frecce.
Ad Amari succedette il figlio Amari Masatada.
Il politico giapponese Akira Amari discende da Torayasu.